# Antonio Manjón Cabeza Sánchez
Antonio Manjón-Cabeza Sánchez (Lucena, 19 de septiembre de 1928-Granada, 28 de julio de 2006) fue un escritor español, poeta e investigador, que desarrolló gran parte de su labor en la ciudad de Granada.

## Reseña biográfica
Hijo de Vicente Manjón-Cabeza y Fuerte y de Araceli Sánchez Quintana, nació en Lucena (Córdoba) el 19 de septiembre de 1928. La muerte de su madre marcó su infancia, que transcurrió entre la lucentina calle del Peso número 14 y el caserío familiar de Cárdenas. Asistió al colegio de los Hermanos Maristas de Lucena y posteriormente al Instituto de Cabra, hasta que en 1947 se marcha a Granada a estudiar en su Universidad la carrera de Derecho. Empieza aquí su etapa granadina, marcada por los estudios, las lecturas y la maduración de la escritura. En 1958 se casa con Olimpia Cruz Hernández (1931-2022), con quien tendría seis hijos. En 1970 gana las oposiciones a Secretario del Museo Casa de los Tiros (Granada), donde emprendió la labor de ordenación, acceso y difusión de la Hemeroteca, una de las más completas de España. Su jubilación en 1993 dio paso a la publicación de numerosas obras poéticas y de investigación. Murió en Granada el 28 de julio de 2006.

## Obra poética
Aunque se escritura poética se remonta a la adolescencia, fue la concesión en 1997 del premio de Poesía Villa de Peligros a su volumen Jardín de Pavaneras y otros tiernos la que lo animó a seguir publicando libros de poemas hasta el mismo año de su fallecimiento (Recuperación de la hermosura, 2006). Antes, algunos acicates que le animaron a hacer visible su poesía fueron la publicación en Caracola (importante revista malagueña que reunió poemas de consagrados y noveles) del poema "Patio Redondo" y, sobre todo, la concesión del primer premio del V Certamen de poesía Huerta de San Vicente a su poema "Enma Daneo Gentile" (1995). Al año siguiente, en 1996, el Ayuntamiento de su ciudad natal, Lucena, publicó la recopilación Poemas en Lucena, centrados en sus vivencias infantiles y juveniles en la ciudad cordobesa y sus alrededores. Tras su muerte apareció, en 2008, una antología, publicada por la Diputación de Granada, titulada Río que desemboca en afluentes. Parte de su poesía permanece inédita.

#### Publicaciones poéticas
"Patio redondo", Caracola. Revista malagueña de poesía, n.º13, noviembre de 1953.
"Enma Daneo Gentile", primer premio del V Certamen de poesía Huerta de San Vicente, 1995.
Poemas en Lucena (1996): Ayuntamiento de Lucena-Diputación de Córdoba. . 
Jardín de Pavaneras y otros tiernos (1998): Ayuntamiento de Peligros-Diputación de Granada.
Memorias del hermoso planeta (1998): Granada, edición del autor.
Palpitación del mármol (1999): Granada, edición del autor.
La lírica la vida (2002): Granada, edición del autor.
Risueña enfermedad son las auroras (2003): Valencia, edición conmemorativa del 75 aniversario del autor.
Recuperación de la hermosura (2006): Ayuntamiento de Lucena.
Río que desemboca en afluentes (2008): Diputación de Granada, colección Genil.

#### Antologías
Algunos de sus poemas han sido recogidos en la Antología Bromelia. Poetas actuales de la subbética (2000), Priego de Córdoba, pp.207-208, en la revista Considerando(2006), sección literaria, pp.67-69 y en la web www.poetasandaluces.com.

## Obra de investigación
De forma paralela a la escritura poética, Antonio Manjón Cabeza Sánchez desarrolló una intensa labor de investigación hemerográfica, estrechamente ligada (como también lo está su escritura poética) al Museo Casa de los Tiros y a su Hemeroteca, de la que se encargó desde 1975 hasta su jubilación en 1993. Su primera obra, la Guía de la prensa de Granada y provincia (1706-1989), fue galardonada con el premio de investigación de la Caja General de Ahorros de Granada (1987), y su Guía de la Hemeroteca del museo Casa de los Tiros de Granada. Prensa consultable de 1706 a 1996 (1996) se sigue usando como material imprescindible de búsqueda en esa hemeroteca.

#### Publicaciones sobre prensa granadina
Guía de la prensa de Granada y provincia (1706-1989). Hemeroteca del Museo de la Casa de los Tiros. Catálogo general y análisis de publicaciones (1995): Granada, edición del autor.
Guía de la Hemeroteca del museo Casa de los Tiros de Granada. Prensa consultable de 1706 a 2005 (2005): Granada, Junta de Andalucía, Consejería de Cultura. 
Comerciantes poetas en la prensa de Granada (1995): Granada, Comares.
"Un nuevo medio de comunicación social: la Prensa" (1997): colaboración con Cristina Viñes en La imprenta en Granada, Universidad de Granada, pp.249-292.
"La gran prensa diaria granadina" (2000): El fingidor n.º 8, Universidad de Granada.
Brújula temática de El Defensor de Granada (1880-1936) (2004): Granada, edición del autor.
"Casa de los Tiros, jardín de Pavaneras, conmigo vais, mi corazón os lleva" (2007): Casa de los Tiros, Granada, Comares.

## Distinciones
- Primer premio de investigación de la Caja General de Ahorros de Granada (1987) a la obra Guía de la prensa de Granada y provincia.
- Primer premio del V Certamen de poesía Huerta de San Vicente (1995) a su poema "Enma Daneo Gentile".
- Primer premio del XXII Certamen Andaluz de Poesía Villa de Peligros (1997) al libro Jardín de Pavaneras y otros tiernos.